# Rasmus Højlund
Rasmus Winther Højlund (IPA: [ˈʁɑsmus ˈhʌjˌlɔnˀ], Koppenhága, 2003. február 4. –) dán válogatott labdarúgó, csatár, a Premier League-ben szereplő Manchester United játékosa.
Højlund a København akadémiáján nevelkedett, 17 évesen mutatkozott be a felnőtt csapatban, 2020 októberében. Azt követően, hogy 5 gólt szerzett 32 találkozón, leszerződtette az osztrák Sturm Graz 2022 januárjában, de még ugyanebben az évben elhagyta a csapatot, mikor leigazolta az Atalanta.
Sokszoros utánpótlás válogatott volt, 2022 szeptemberében mutatkozott be a felnőtt csapatban.

## Pályafutása

### Klubcsapatokban
Højlund a Hørsholm-Usserødban kezdte el karrierjét, majd a B.93, Brøndby, Holbæk B&I és a København ifjúsági csapataiban nevelkedett.

#### København
2017 nyarán igazolta le a dán fővárosi együttes, ahol 2021-ig nevelkedett. 2020. október 25-én a dán első osztály 6. fordulójában az 1–0-ra végződő vereség során, az Aarhus vendégeként játszotta első profi mérkőzését.
December 17-én a dán kupában is bemutatkozott a nyolcaddöntőben, a Midtjylland ellen.
A 2021–2022-es idényben nemzetközi porondon is pályára lépett a Konferencia Ligában, előbb a selejtezőkörben debütált a fehérorosz Tarpeda Zsodzina ellen, majd a következő héten a visszavágón két gólt szerezve 5–0-ra megnyerték a mérkőzést. Ezek voltak első góljai.
December 9-én góllal búcsúzott Koppenhágától a Slovan Bratislava elleni 2–0-ra zárult UEFA Konferencia Liga találkozón.

#### Sturm Graz
A Sturm Graz 2022. január 28-án vásárolta ki 1,8 millió euróért a København együtteséből.
Február 12-én az osztrák bajnokság 2021–2022-es idényének 19. fordulójában a WSG Tirol elleni idegenbeli 2–2-es végeredményű mérkőzés során két góllal debütált. A szezon vége és a 2022–2023-as szezon első fele során 12 gólt szerzett 21 találkozón.

#### Atalanta
2022. augusztus 27-én vásárolta ki az Atalanta 17 millió euróért a Sturm Graz kötelékéből.
Egy nap múlva nevezve volt a Hellas Verona elleni mérkőzésen a bajnokság 3. fordulójában.
Szeptember 1-én a negyedik fordulóban kezdőként lépett pályára a 3–1-es Torino elleni győztes bajnokin. Négy nap múlva szerezte első gólját a Monza vendégeként, a 2–0-ás végeredményű győztes mérkőzésén a nyitógólt jegyezte az 57. percben. Annak ellenére, hogy eleinte sokat a padon ült, a szezon második felében kezdő lett, Duván Zapata sérülése következtében. 2023 januárjában sorozatban négy mérkőzésen is be tudott találni.

#### Manchester United
2023. augusztus 5-én a Manchester United bejelentette a játékos szerződtetését. Højlund megsérült az Atlantával játszott felkészülési mérkőzések egyikén, így néhány hetet ki kellett hagynia. A 11-es mezszámot kapta a csapattól, amit a válogatottban és korábban a København U19-es csapata színeiben is viselt. 2023. szeptember 3-án mutatkozott be, az Arsenal ellen. Első gólját a csapat színeiben a Bayern München ellen szerezte meg, az UEFA-bajnokok ligája csoportkörének első mérkőzésén, első pályára lépésén a sorozatban. 2023. október 3-án duplázott ugyanebben a sorozatban, ezúttal a Galatasaray ellen. Több, mint egy hónappal később ismét duplázott az UEFA-bajnokok ligájában, az FC København ellen, amivel a United történetében neki kellett a legkevesebb mérkőzés, hogy ezt a mérföldkövet elérje a csapat színeiben, mindössze négy.
2023. december 26-án szerezte első bajnoki találatát, az Aston Villa ellen, megnyerve a találkozót, 2–0-ás hátrányból. A gólt a United legjobbjának választották a hónapban. 2023 év végén helyet kapott a Golden Boy-díj 25 fős végső jelöltlistáján. 2024. január 14-én gólt szerzett és gólpasszt adott a Tottenham Hotspur elleni bajnokin, a találatát a hónap legjobbjának választották. 2024 januárjában az FA-Kupában is betalált, csapata negyedik gólját szerezve a Newport County elleni 4–2-es végeredményű találkozón. Következő bajnokiján is ismét gólt szerzett, a Wolverhampton Wanderers ellen a 22. percben talált be. A West Ham United elleni február 4-i találatával már sorozatban négy Premier League-találkozón lőtt gólt, amivel a legfiatalabb játékos lett, akinek ez sikerült. Ezt a sorozatot ötre növelte az Aston Villa ellen, február 11-én. Következő mérkőzésén, február 18-án, duplázott a Luton Town ellen és ezzel a legfiatalabb játékos (21 éves, 14 napos) lett a Premier League történetében, aki sorozatban hat bajnokin betalált. Februárban, mielőtt megsérült volna, négy mérkőzésen öt gólt szerzett, amiért az első dán játékosként a bajnokság történetében megnyerte a hónap játékosa díjat. Első szezonját trófeával zárta, miután a United legyőzte a Manchester City csapatát a kupadöntőben.
Következő szezonjában 21 mérkőzésen keresztül nem talált be, amely sorozatnak 2025. március 16-án lett vége a Leicester City ellen.

### A válogatottban
Többszörös dán utánpótlás válogatott.
2022. szeptemberében Kasper Hjulmand szövetségi kapitány meghívta a Horvátország és Franciaország elleni Nemzetek Ligája két mérkőzésére.
Szeptember 22-én debütált a horvátok elleni idegenbeli 2–1-es végeredményű mérkőzés során, a második félidő 60. percében csereként állt be, Thomas Delaneyt váltva.
2023. március 23-án mesterhármast szerzett a Finnország elleni 3–1-es Európa-bajnoki selejtezőn.
Március 26-án Kazahsztán vendégeként duplázott a 3–2-re elvesztett mérkőzésen. 2023. október 14-én gólpasszt adott Robert Skov második találatához, válogatottja Kazahsztán elleni selejtezőjén.

## Magánélete
Rasmus édesapja; Anders Højlund korábbi labdarúgó, két testvére van; Emil és Oscar, akik ikrek és szintén labdarúgók, a København játékosai.

## Statisztika

### Klubcsapatokban
2025. április 10-i állapot szerint
| Klub              | Szezon           | Bajnokság        | Bajnokság | Bajnokság | Kupa  | Kupa  | Ligakupa | Ligakupa | Nemzetközi | Nemzetközi | Egyéb | Egyéb | Összes | Összes |
| Klub              | Szezon           | Liga             | Mérk.     | Gólok     | Mérk. | Gólok | Mérk.    | Gólok    | Mérk.      | Gólok      | Mérk. | Gólok | Mérk.  | Gólok  |
| ----------------- | ---------------- | ---------------- | --------- | --------- | ----- | ----- | -------- | -------- | ---------- | ---------- | ----- | ----- | ------ | ------ |
| København         | 2020–2021        | Superligaen      | 4         | 0         | 1     | 0     | —        | —        | —          | —          | —     | —     | 5      | 0      |
| København         | 2021–2022        | Superligaen      | 15        | 0         | 1     | 0     | —        | —        | 11         | 5          | —     | —     | 27     | 5      |
| København         | Összesen         | Összesen         | 19        | 0         | 2     | 0     | —        | —        | 11         | 5          | —     | —     | 32     | 5      |
| Sturm Graz        | 2021–2022        | O.Bundesliga     | 13        | 6         | —     | —     | —        | —        | —          | —          | —     | —     | 13     | 6      |
| Sturm Graz        | 2022–2023        | O.Bundesliga     | 5         | 3         | 1     | 2     | —        | —        | 2          | 1          | —     | —     | 8      | 6      |
| Sturm Graz        | Összesen         | Összesen         | 18        | 9         | 1     | 2     | —        | —        | 2          | 1          | —     | —     | 21     | 12     |
| Atalanta          | 2022–2023        | Serie A          | 32        | 9         | 2     | 1     | —        | —        | —          | —          | —     | —     | 34     | 10     |
| Atalanta          | Összesen         | Összesen         | 32        | 9         | 2     | 1     | —        | —        | —          | —          | —     | —     | 34     | 10     |
| Manchester United | 2023–2024        | Premier League   | 30        | 10        | 5     | 1     | 2        | 0        | 6          | 5          | —     | —     | 43     | 16     |
| Manchester United | 2024–2025        | Premier League   | 26        | 3         | 3     | 0     | 2        | 0        | 11         | 5          | 0     | 0     | 42     | 8      |
| Manchester United | Összesen         | Összesen         | 56        | 13        | 8     | 1     | 4        | 0        | 17         | 10         | 0     | 0     | 85     | 24     |
| Karrier összesen  | Karrier összesen | Karrier összesen | 125       | 31        | 13    | 4     | 4        | 0        | 30         | 16         | 0     | 0     | 172    | 51     |

1. ↑  Pályára lépések az UEFA Konferencia Ligában
2. 1 2  Pályára lépések az UEFA-bajnokok ligájában
3. ↑  Pályára lépés az angol szuperkupában

### A válogatottban
2025. március 23. állapot szerint.
| Dánia    | Dánia | Dánia |
| Év       | Mérk. | Gólok |
| -------- | ----- | ----- |
| 2022     | 2     | 0     |
| 2023     | 8     | 7     |
| 2024     | 12    | 0     |
| 2025     | 2     | 1     |
| Összesen | 24    | 8     |

#### Góljai a válogatottban
| # | Időpont           | Helyszín                                   | Ellenfél   | Gólok | Eredmény | Kiírás               |
| - | ----------------- | ------------------------------------------ | ---------- | ----- | -------- | -------------------- |
| 1 | 2023. március 23. | Parken Stadion, Koppenhága, Dánia          | Finnország | 1–0   | 3–1      | 2024-es EB-selejtező |
| 2 | 2023. március 23. | Parken Stadion, Koppenhága, Dánia          | Finnország | 2–1   | 3–1      | 2024-es EB-selejtező |
| 3 | 2023. március 23. | Parken Stadion, Koppenhága, Dánia          | Finnország | 3–1   | 3–1      | 2024-es EB-selejtező |
| 4 | 2023. március 26. | Asztana Aréna, Asztana, Kazahsztán         | Kazahsztán | 1–0   | 2–3      | 2024-es EB-selejtező |
| 5 | 2023. március 26. | Asztana Aréna, Asztana, Kazahsztán         | Kazahsztán | 2–0   | 2–3      | 2024-es EB-selejtező |
| 6 | 2023. június 19.  | Stožice Stadion, Ljubljana, Szlovénia      | Szlovénia  | 1–1   | 1–1      | 2024-es EB-selejtező |
| 7 | 2023. október 17. | San Marino Stadion, Serravalle, San Marino | San Marino | 1–1   | 2–1      | 2024-es EB-selejtező |

## Sikerei, díjai

### Klub
København
- - Superligaen: 2021–2022[32]

Manchester United
- Angol kupagyőztes: 2023–2024

Egyéni
- Az év dán tehetsége: 2023
- Premier League – A hónap játékosa: 2024. február[26]
- Manchester United – A hónap játékosa: 2024. február[33]
- Manchester United – A hónap gólja: 2023. december[17]